# Morrostock
Morrostock é um festival independente de música e artes que ocorre anualmente em Sapiranga no mês de outubro. Participam das atrações musicais do festival, as mais diversas vertentes de rock alternativo. Tendo iniciado em 2007, até a sétima edição em 2013, o evento já reuniu cerca de 12 mil pessoas e mais de 250 bandas e artistas autorais nacionais e internacionais.
A inscrição de bandas ocorre geralmente entre os meses de junho e julho.

## História
O festival MorroStock teve início no ano de 2007, no município de Sapiranga - cidade das rosas, das bicicletas e do voo livre - sob a denominação de Morrostock Open Air Festival. Segundo o fundador, Paulo Zé, o festival sempre teve uma "abordagem ambiental, de sustentabilidade, mas também de viés colaborativo. É a nossa maneira de mostrar que é possível fazer um festival cujo objetivo não é necessariamente lucrar, mas unir as pessoas e promover a música". Em 2007, o Morrostock recebeu aproximadamente 2.000 mil pessoas, provenientes de várias regiões do Estado: grande Porto Alegre, Vale dos Sinos, Serra Gaúcha, Planalto e Fronteira. Os shows foram realizados no Bar do Morro, situado ao pé do morro Ferrabraz. A grande motivação para o numeroso público em sua primeira edição, é o fato de o evento contar com atrações de outros Estados Federativos, e inclusive internacionais. Até 2009, o festival manteve este mesmo formato, atraindo cada vez mais apreciadores.
A partir de 2010, o festival ocorre durante duas semanas, sendo que no primeiro final de semana ocorrem shows das bandas ditas de rock pesado (punk, metal, hardcore, heavy, grunge, entre outros estilos) e as demais vertentes no segundo final de semana. Além disso, nesse ano foram inclusos outros locais para os espetáculos e atividades gerais, como teatro, vídeos e debates. Além do Bar do Morro, essas atrações ocorrem também no centro de Sapiranga, na Praça da Bandeira, no auditório do Centro Cultural Lucio Fleck e no plenário da Câmara de Vereadores. Outro fato que mereceu destaque nessa edição foi a primeira transmissão online de alguns shows do festival pela Rádio Putzgrila.
O ano de 2011 reservou uma nova surpresa. Além dos locais citados no ano anterior, a partir desse ano, a grande maioria dos espetáculos e o acampamento ficariam concentrados em um espaço ainda maior, o sítio Picada Verão, em frente ao camping Deberovsky.  O local é servido por banheiros secos e cozinha comunitária, restaurante com cardápio natural. São comercializados passaportes para cada final de semana, e a área para acampamento está incluso no valor do ingresso, desde que respeitado as datas estabelecidas de acordo com o passaporte adquirido. É recomendado que os campistas levem "lanternas, guarda-chuva ou capa de chuva, saco de dormir, cobertores, colchonete, repelente, protetor solar, roupa de banho, roupas confortáveis e algum sapato próprio para andar no barro". Ademais, trouxe uma novidade ocorrida apenas nessa edição: a Virada Musical, com 27 horas de atrações musicais ininterruptas, entre os dias 15 e 16/10.
Na edição de 2013, por sua vez, o festival contou com a colaboração da equipe do Psicodália para o fornecimento de estrutura e ferramentas para alimentação, instalação completa para pizzaria e dois gerentes, além de distribuição de adesivos do Psicodália 2014, exibição de vídeos e exposição e venda de alguns itens do bazar Psicodália. A grande atração nesse ano foi o show do ex-mutante Arnaldo Baptista que ocorreu no auditório do Centro Cultural Lucio Fleck, no dia 11 de outubro. Além disso, nesse ano, estava previsto acesso a internet na área de camping. O MorroStock 2013 fez parte do Circuito Sul de Festivais, Rede Brasil de Festivais e Plataforma RS e a curadoria do evento recebeu mais de 300 inscrições de bandas do Rio Grande do Sul.

## Edições
Atrações de fora do Estado são especificadas.

### 2007
A primeira edição recebeu o nome de MorroStock Open Air Festival.
- Datas: 11 a 14 de outubro de 2007
- Local: Bar do Morro - Sapiranga/RS
- Atrações (23)[9]: Graforréia Xilarmônica, Rattus (Finlândia), I see You in the Hell (República Checa), Dead Fish (ES), Wander Wildner, Os Replicantes, Jimie Joe e Banda, Músicas Intermináveis para Viagem, Pupilas Dilatadas, Locomotores, Damn Laser VAmpires, Nomâdes, Los Vatos, Ideal Stereo, Redrum, Xamorim, Entre Rejas, Sistema de Mentiras SP, Vã Filosofia, Teto Preto, Acústico blues, Quarto Estúdio, Caldo de Canha
- Público: 2000 pessoas

### 2008
- Datas: 17 a 19 de outubro de 2008
- Local: Bar do Morro - Sapiranga/RS
- Atrações (35)[9]: Os Inocentes (SP), Domnatrix (SP), Os The Darma Lóvers, Pata de Elefante, Júlio Reny e Os Irish Boys, Nei Van Soria, Laranja Freak, Barata Oriental, Os Alcalóides, Fruet e os Cozinheiros, Subtropicais, Bandinha Di Dá Dó, Identidade, Cartolas, Planondas, Dinartes, Redoma, Lautmusik, Rádio Camboja, Gertrudes, Rinoceronte, Cüsujo, Nunca Mais!, Filhotinho, Belle, Jay Adams, Severo em Marcha, Amigo Lagarto, Ecosofia, Verde Maduro, Pindoralia, Nonsense, Daniel e Saturno, Experiment, Dose de Rock
- Público: 2000 pessoas

### 2009
Foram 4 dias em meio a um feriadão e ofereceu estrutura de acampamento, estacionamento, alimentação, vendas de discos e materiais do rock, vendas de produtos orgânicos, jogos, voo livre, performances, debates culturais, oficinas e muito Rock ´n´ Roll.
- Datas: 9 a 12 de outubro de 2009
- Local: Bar do Morro - Sapiranga/RS
- Atrações (45)[9]: Jersey Killer (Argentina), Mukeka Di Rato (ES), AMP (PE), Zé Trindade (MG), Walverdes, Frank Jorge e Banda, Bebeco Garcia Trio, Parachämas (SC), Calvin (SC), Hibria, Frank Plato e Empresa Pimenta, Plato Divorak e os Exciters, Pública, Zé do Belo, Tarcisos Meira's Band, Bandinha Di Dá Dó, Wander Wildner, Os Replicantes, Sargento Malagueta, L.A.B, Ornitorrincos, Grosseria, CFC, UPO, Raise Your Head, Âmago Elíptico, Valentinos, Reverba Trio, Suco Elétrico, Táxi Free, Clã Mcloud, Gulivers, Melancias Indigestas, Mayday, Gory, Canja Rave, The Raves, Dinamite Joe, BiwalQ, Tio Neca, O Carabala, Quarto Stúdio, Homem Livre, Tchê Moçada, Alexandre Oliveira
- Demais Atrações: o Homem-Banda, Conjunto Bluegrass Porto-Alegrense, Cia Um Pé de Dois, Circo Petit, Guitar Hero, Atividades Gastronômicas e Oficinas

### 2010
- Datas: 15 a 17 e 21 a 24 de outubro de 2010
- Local: Bar do Morro, Praça da Bandeira, Centro Cultural Lucio Fleck, Plenário da Câmara de Vereadores e Parcão - Sapiranga/RS
- Atrações (52)[9]: Mitch & Mitch (Polônia), Climatic Terra (Argentina), Proyecto Gomez (Argentina), Confraria da Costa (PR), Antizona (RJ), Lobotomia (SP), Sopa (PR),El Efecto (RJ), Armagedon (SP), Homem Lixo (SC), Variantes (SC), Jupiter Maçã, Apanhador Só, Bandinha Di Dá Dó, Wander Wildner, Astronauta Pinguim, Oly Jr. e Os Tocaios, Distraugth, Leviaethan, Tenente Cascavel, Pata de Elefante, R.E.D. (Raiva Em Dobro), Sargento Malagueta, Gustavo Telles e Os Escolhidos, Locomotores, Jimi Joe e Os Prisioneiros do Rock, Vera Loca, Mutuca, Efervecentes, Identidade, Rinoceronte, The Dancing Demons, Procura-se Quem Fez Isso, Levitan e os Tripulantes, Los Arcaides, Dingo Bells, Electric Mind, Quarto Stúdio, TSF, Real Sociedade, Sistema de Mentiras, Diatribe, Maçã de Pedra, Moisheleh, Ferida, Corrosivo, Change your life, Ecosofia, Canastra Suja, Nunca Mais!, No Masters, Desprezo e Ódio
- Demais Atrações: Homem-banda, Circo Sem Lona – Grupo Tia, Cia Um Péde Dois, Teatro de Rua, Feira de Vinil e material independente, Piquenique vegetariano (organização Casa verde), Exibição do filmes, Debates Culturais, Painel sobre mídia independente

### 2011
- Datas: 7 a 16 de outubro de 2011
- Local: Sítio Picada Verão, Bar do Morro, Praça da Bandeira, Centro Cultural Lucio Fleck, Plenário da Câmara de Vereadores, Parcão e A Toca - Sapiranga/RS
- Atrações (71)[9]: Graforréia Xilarmônica, Falsos Conejos (Argentina), Hablan Por La Espalda (Uruguai), Proyecto Gomez (Argentina), Diferent (Argentina), Zeferina Bomba (PB), O Lendário Chucrobilly Men (PR), Apicultores Clandestinos (SC), Bandinha Di Dá Dó, Rosa Tattooada, Bixo da Seda, Arthur de Faria e Seu Conjunto, Da Caverna (SC), Acústicos e Valvulados, Aeromoças e Tenistas Russas (SP), Flu e os Parceiros, Damn Laser Vampires, Os Vespas, Nômades, Yanto Laitano, Viana Moog, Pública, Produto Nacional, Alemão Ronaldo, Solon Fishbone, Fernando Noronha, Gaspo “Harmônica”, Helvéticos (SC), Os Últimos Românticos da Rua Augusta (SP), Locomotores, Superfusa, Auditiva (RJ), Nenung e o Dragão, Rinoceronte, Panic, Pupilas Dilatadas, Ação Direta (SP), Olho Seco (SP), Blackbirds Acústico, Stella Can, Tierramystica, Condutores de Cadáver, Wall Ride, Chute no Rim, Audioterapia, 4 Acordes, The Efficients, Out of Reason, Mar de Marte, Gavetas no Telhado, Lactário Ruivo, Mahabharata, Conduta Destrutiva, Burn The Mankind, Inseto Social, Barulho Esurdecedor, Luciano Leães, Tio Necca, Pimenta Buena, Greek Van Peixe, Sandálias, Alcaholy, Pylla e C14, Hipercubo, Pindoralia, Campbell Trio, Phornax, Redoma, Atrito, Draco
- Demais Atrações: Homem Banda, Teatro de rua, Oficinas, Tenda Zen, Debates, Workshops, Exibição de filmes independentes

### 2012
- Datas: 8 a 14 de outubro de 2012
- Local: Sítio Picada Verão, Bar do Morro, Praça da Bandeira, Centro Cultural Lucio Fleck, Plenário da Câmara de Vereadores, Parcão e A Toca - Sapiranga/RS
- Atrações (50): Petit Mort (Argentina), Macaco Bong (MT), Confraria da Costa (PR), Camarones Orquestra Guitarrística (RN), Invasores de Cérebro (SP), Goya (PR), Klaus Eira (PR), Plá (PR), Wander Wildner, Bandinha Di Dá Dó, Cowboys Espirituais, Taranatiriça, Os Replicantes, Frida, Marcelo Birck, Quarto Sensorial, Saturno José, U.T.I, Homem Lixo (SC), RootsNR, Leptospirose, Grosseria, Sopro Cósmico, Xispa Divina, Mindgarden, Dr. Hank, Rocartê, Mar de Marte, Identidade, Los Misionerotronicos, Badhoneys, Afoxetal, Mary o and the pink Flamingos, Argamassa, Ashes, Rutera, La  Digna Rabia, Porunspila, F.A.R.P.A., Ferrolho, 18:Pilhas, Chá das Cinco, Quarto Studio, Tomate SecoMedialunas, Crème de La Crème, Coié Lacerda & Harlem’s Club, Os Delirantes, Ecosofia
- Demais Atrações: Teatro de rua, Oficinas, Tenda Zen, Debates, Workshops, Exibições de filmes

### 2013
- Datas: 4 a 13 de outubro de 2013
- Local: Sítio Picada Verão, Bar do Morro, Praça da Bandeira, Centro Cultural Lucio Fleck - Sapiranga/RS
- Atrações (54)[10]: Arnaldo Baptista, Proyecto Gomez (Argentina), Ratos de Porão (SP), Krisiun, Duo Finlândia (Brasil/Argentina), Mustache e os Apaches (SP), Matuto Moderno (SP), Skrotes (SC), Arthur de Faria e seu Conjunto, Cores Berrantes (PR), Moda de Rock (SP), Tenente Cascavel, Oly Jr. e Os Tocaios, Fruet e os Cozinheiros, Mari Martinez and The Soulmates, Rinoceronte, Gritando HC (SP), Confronto (RJ), Os Torto, Quarto Sensorial, Cartolas, Topsyturvy (SP), The Red Boots (RN), Sileste, Fukai (RN), Adam and Juliette (SC), Black Cherry (PR), Luciano Albo, The TapeDisaster, O Curinga, Dones Primata,Som Invisível (SE), Trem Imperial, Suco Eléctrico, Avante Royale, Scafandro, The Sorry Shop, Tio Necca, Ed Lannes, Homem Bala, Change Your Life, Uranius Blues, Platinus, Torvo, Roleta Russa, Sangria, Tia Neca, Carniça, Sin Rejas (SC), Bloodwork, Indigentes, Take a Number, Dcotte Rock, Mundano
- Demais Atrações: Teatro de rua, oficinas de compostagem e bioconstrução em bambu, Tenda Zen, debates, workshops, mostra Escuta, projeto Domingo no Museu, feira de artesanato local[11]
- Realização: Gamana
- Apoio: prefeitura de Sapiranga, Rapidanet, Back in Black, Editora Libretos, Lottus Psicodália e TNB.[1]